# Trap Muzik
Trap Muzik is het tweede muziekalbum van T.I. en kwam op 19 augustus 2003 uit, en het debuteerde in de hitlijsten op #4, met 193,000 verkochte exemplaren in de eerste week. Het album werd uitgebracht onder Grand Hustle Records, T.I.'s eigen dochterlabel onder Atlantic Records. Door de singles "24's", "Be Easy", "Rubberband Man", en "Let's Get Away". Op het album verschenen onder anderen Eightball & MJG, Jazze Pha, Bun B, en Macboney als gastartiesten. Het album werd onder anderen geproduceerd door Jazze Pha, Kanye West, David Banner en DJ Toomp. Het succes van zijn album werd gevolgd door wat ophef: hij startte een tour, maar brak hierdoor zijn proeftijd van een drugs-incident, die hem was opgelegd in 2003. Hij gaf zichzelf aan en werd veroordeeld tot drie jaar gevangenisstraf waarvan twee jaar voorwaardelijk. Terwijl hij in de gevangenis zat, kreeg hij de rechten voor het filmen van "Let's Get Away". Het album verkocht meer dan een miljoen exemplaren in de Verenigde Staten en werd Platinum verklaard. T.I. bracht "24's" uit als zijn eerste single, welke #78 bereikte in de Verenigde Staten, #27 in de R&B hitlijst, en #15 in de raphitlijst. "24's" is veel gebruikt in films en televisieprogramma's. "Be Easy" werd als tweede single gekozen. De single had minder succes dan de eerste, maar bereikte #55 in de R&B hitlijst. "Rubberband Man" werd als derde single gekozen. De single sloeg goed aan en bereikte #30 in de Verenigde Staten, #15 in de R&B- en #11 in de raphitlijst. T.I. won de Best Street Anthem-prijs voor deze single bij de 2004 Vibe Awards. T.I. bracht zijn laatste single van "Trap Muzik", getiteld "Let's Get Away" met gastartiest Jazze Pha uit. Deze bereikte respectievelijk #35 in de VS, #17 in de R&B-, en #10 in de raphitlijst.

## Nummers
| #  | Titel                       | Producer                                           | Samen met           | Duur | Samples                                 |
| -- | --------------------------- | -------------------------------------------------- | ------------------- | ---- | --------------------------------------- |
| 1  | "Trap Muzik"                | T.I.P., San "Chez" Holmes, DJ Toomp & Madvac       | Mac Boney           | 4:00 |                                         |
| 2  | "I Can't Quit"              | Benny "Dada" Tillman & Carlos "Los Vegas" Thornton |                     | 4:17 |                                         |
| 3  | "Be Easy"                   | DJ Toomp and Madvac                                |                     | 3:18 |                                         |
| 4  | "No More Talk"              | San "Chez" Holmes                                  |                     | 3:53 | "Can't Find The Judge" door Gary Wright |
| 5  | "Doin' My Job"              | Kanye West                                         |                     | 4:13 | "I'm Just Doin My Job" door Bloodstone  |
| 6  | "Let's Get Away"            | Jazze Pha                                          | Jazze Pha           | 4:37 | "Day Dreaming" door Aretha Franklin     |
| 7  | "24's"                      | DJ Toomp                                           |                     | 4:42 |                                         |
| 8  | "Rubberband Man"            | David Banner                                       |                     | 5:47 |                                         |
| 9  | "Look What I Got"           | DJ Toomp                                           |                     | 3:05 |                                         |
| 10 | "I Still Luv You"           | Nick "Fury" Loftin                                 |                     | 4:58 |                                         |
| 11 | "Let Me Tell You Something" | Kanye West                                         |                     | 3:40 | "I Wanna Be Your Man" by Zapp & Roger   |
| 12 | "T.I. vs. T.I.P."           | T.I.P.                                             |                     | 3:52 |                                         |
| 13 | "Bezzle"                    | DJ Toomp                                           | 8Ball & MJG & Bun B | 4:54 |                                         |
| 14 | "Kingofdasouth"             | San "Chez" Holmes                                  |                     | 5:00 |                                         |
| 15 | "Be Better Than Me"         | San "Chez" Holmes and Madvac                       |                     | 5:00 |                                         |
| 16 | "Long Live Da Game"         | San "Chez" Holmes                                  |                     | 2:14 |                                         |